# 서주 (기업)
서주는 대한민국의 아이스크림 제조 업체이다.

## 연혁

### 서주산업의 설립
- 1973년 9월: 윤석조(尹錫祖[1])가 서주산업(西洲産業)[2]을 설립하였다.[3]
- 1980년 6월: 미국에서 수입한 장비를 들인 김제 공장 가동, 아이스크림 제품 ‘아이스크림존’(빵), ‘아이스크림주’(바) 출시[4]
- 1983년: 두유 제품 ‘서주밀’ 출시[5]
- 1984년 5월: 청원 공장 가동, 요구르트 제품 출시[6]
- 1986년 9월 중순: 대한선주그룹에서 서주우유를 매각할 계획을 밝힘[7]
- 1986년 10월: 한국외한은행에서 서주산업을 대한선주와 함께 처분할 계획을 밝힘[8]
- 1986년 10월 22일: 1983년부터 광고대행을 맡았던 제일기획에서 계약 파기[9]
- 1989년 5월: 부도, 법정관리 개시[3]
- 1994년 1월 24일: 서주우유 청원군 공장 화재로 경리과 직원 1명이 숨지고 유제품 400여톤 소실[10]
- 1996년 4월 16일: 최종 부도[11][12]

### 효자원의 서주우유 인수
- 1998년 말: 조경, 관상수, 상하수 설비 공사 기업인 효자원에서 서주우유를 인수함[13][14]
- 2000년 4월: 효자원이 유가공 부문에서 철수하고, 아이스크림과 발효유 제품군만 생산하게 됨[15]

### 아이푸드의 효자원 공장 인수
- 2011년 6월: 아이푸드 설립[16]
- 2013년 4월: 효자원 공장 인수[16]
- 2013년 6월: R&D 설립 (서울)[16]
- 2018년: 젤리 생산 개시[16]
- 2020년: 사명을 아이푸드에서 서주로 변경[16]

## 생산 제품

### 빙과류 ( 바 )
- 서주아이스주
- 딸기요거트바
- 마카롱바
- 홍차타임
- 참외롭다
- 얼토당토
- 요구르트바
- 메론바
- 햇살가득 찰옥수수바
- 팥아이스
- 초코리치바
- 민트리치바
- 커피리치바
- 솔티드카라멜바
- 젤리쏙쏙바
- 타로밀크티바
- 누룽지흑당바
- 군고구마바
- 초코쿠키바
- 리치망고스틴바
- 셰프의오후 딸기
- 셰프의오후 카라멜
- 아이스캔디 바닐라, 딸기, 메론, 팥, 초코, 커피 ( 6종 )

### 빙과류 ( 튜브 )
- 더블더블 딸기&사과
- 요구르트쭈쭈바
- 썸머킥
- 서주아이스주 밀키소다튜브

### 빙과류 ( 펜슬 )
- 왕포도알
- 왕포도알 청포도맛
- 왕수박알

### 빙과류 ( 샌드 )
- 빵뚜르
- 빵뚜르 옥수수
- 다쿠아즈 샌드
- 우유 모나카 아이스크림
- 초코비 모나카

### 빙과류 ( 콘 )
- 마카롱콘
- 민트리치콘
- 깔끔한 연유콘

### 빙과류 ( 빙수 )
- 메론빙수
- 수박빙수
- 휴빙수

### 빙과류 ( 파르페 )
- 파르페 쿠키앤 넛츠 카라멜

### 빙과류 ( 홈타입 )
- 흰 우유 아이스크림
- 서주아이스홈

### 제과류
- 서주 젤리인젤리
- 서주 버터와플
- 서주 진짜 고구마칩
- 서주 딸기웨하스
- 서주 바닐라웨하스
- 서주 미니 바닐라웨하스
- 서주 허쉬초코웨하스 63g, 100g (미니)
- 서주 허쉬민트웨하스 63g, 100g (미니)
- 서주 아이스주 젤리

### 제빵류
- 서주우유생크림빵

## 같이 보기
- 서주제과 - (구. 흥양산업)
- 서주푸드 - 오뚜기에 국수를 납품하는 업체 (구. 파이닉스푸드)